# Julián Velázquez
Julián Alberto Velázquez (ur. 23 października 1990 w Corrientes) – argentyński piłkarz występujący na pozycji środkowego obrońcy, obecnie zawodnik meksykańskiego Cruz Azul.

## Kariera klubowa
Velázquez pochodzi z miasta Corrientes i rozpoczynał treningi piłkarskie w tamtejszym klubie Boca Unidos. Jako szesnastolatek został zauważony przez Francisco Sá – trenera juniorów zespołu CA Independiente ze stołecznego Buenos Aires – i niebawem dołączył do akademii młodzieżowej tej drużyny. Do seniorskiej ekipy został włączony już w 2008 roku przez szkoleniowca Claudio Borghiego, lecz zaraz potem zerwał więzadła krzyżowe w kolanie, wobec czego musiał pauzować przez kilka miesięcy. Wskutek tego w argentyńskiej Primera División zadebiutował dopiero za kadencji trenera Américo Gallego, 6 listopada 2009 w wygranym 1:0 spotkaniu z Gimnasią La Plata. Szybko przebił się do wyjściowej jedenastki i pozycję podstawowego stopera umocnił pod skrzydłami szkoleniowców Daniela Garnero i Antonio Mohameda.
W 2010 roku Velázquez był kluczowym zawodnikiem Independiente, prowadzonego przez Mohameda, które wygrało drugie co do ważności rozgrywki Ameryki Południowej – Copa Sudamericana. Sam strzelił jednego z goli w finale z brazylijskim Goiás EC (3:1). W 2011 roku, tworząc parę stoperów z doświadczonym Gabrielem Milito, zajął drugie miejsce w rozgrywkach Copa Suruga Bank oraz superpucharze Ameryki Południowej – Recopa Sudamericana. Premierową bramkę w najwyższej klasie rozgrywkowej zdobył 19 października 2012 w wygranej 1:0 konfrontacji z Argentinos Juniors, zaś na koniec sezonu 2012/2013 spadł z Independiente do drugiej ligi (był to pierwszy taki przypadek w historii klubu). Rozgrywki drugoligowe rozpoczął w wyjściowym składzie, lecz w marcu 2014 po raz kolejny zerwał więzadła krzyżowe, co wykluczyło go z treningów na dziewięć miesięcy. Pod jego nieobecność, na koniec rozgrywek 2013/2014, Independiente powróciło do pierwszej ligi, zaś w październiku 2014 wygasł kontrakt gracza z zespołem.
W styczniu 2015, jako wolny zawodnik, Velázquez podpisał umowę z włoskim US Città di Palermo, lecz natychmiast został wypożyczony z sycylijskiego klubu do rumuńskiego Gaz Metan Mediaș. W tamtejszej Liga I zadebiutował 21 lutego 2015 w zremisowanym 1:1 meczu z Botoșani, od razu zostając podstawowym stoperem. W sezonie 2014/2015 zajął z Gaz Metan trzynaste miejsce w tabeli, skutkujące relegacją do drugiej ligi. Bezpośrednio po tym udał się na wypożyczenie po raz kolejny, tym razem do chorwackiego Hajduka Split, w którego barwach 15 sierpnia 2015 w zremisowanym 0:0 pojedynku z Rijeką zadebiutował w Prva HNL (został wówczas ukarany czerwoną kartką). W sezonie 2015/2016 uplasował się z Hajdukiem na trzeciej lokacie w tabeli, co zapewniło jego klubowi udział w Lidze Europy UEFA.
Latem 2016 Velázquez – za sumę blisko 900 tysięcy dolarów – przeniósł się do meksykańskiego zespołu Cruz Azul ze stołecznego miasta Meksyk. W Liga MX zadebiutował 23 lipca 2016 w zremisowanym 0:0 spotkaniu z Pumas UNAM.
| Sezon     | Klub             | Kraj      | Rozgrywki          | Mecze | Bramki |
| --------- | ---------------- | --------- | ------------------ | ----- | ------ |
| 2009/2010 | CA Independiente | Argentyna | Primera División   | 8     | 0      |
| 2010/2011 | CA Independiente | Argentyna | Primera División   | 25    | 0      |
| 2011/2012 | CA Independiente | Argentyna | Primera División   | 30    | 0      |
| 2012/2013 | CA Independiente | Argentyna | Primera División   | 24    | 1      |
| 2013/2014 | CA Independiente | Argentyna | Primera B Nacional | 19    | 0      |
| 2014      | CA Independiente | Argentyna | Primera División   | 0     | 0      |
| 2014/2015 | Gaz Metan Mediaș | Rumunia   | Liga I             | 14    | 0      |
| 2015/2016 | Hajduk Split     | Chorwacja | Prva HNL           | 17    | 0      |
| 2016/2017 | Cruz Azul        | Meksyk    | Liga MX            |       |        |

## Kariera reprezentacyjna
W seniorskiej reprezentacji Argentyny Velázquez zadebiutował za kadencji selekcjonera Sergio Batisty, 20 kwietnia 2011 w zremisowanym 2:2 meczu towarzyskim z Ekwadorem.